# کنیژوس (ناحیه بلانسکو)
کنیژوس (به چکی: Kněževes) یک منطقهٔ مسکونی در جمهوری چک است که در ناحیه بلانسکو واقع شده‌است. کنیژوس ۵٫۲ کیلومتر مربع مساحت و ۱۷۵ نفر جمعیت دارد و ۵۷۳ متر بالاتر از سطح دریا واقع شده‌است.